# Liu Xiaolong
Liu Xiaolong (chinesisch 刘小龙, * 12. Mai 1988 in Zhangzhou, Fujian) ist ein chinesischer Badmintonspieler.

## Karriere
Liu Xiaolong gehört zur neuen Generation chinesischer Weltklassespieler. Er gewann 2009 bei der Asienmeisterschaft Bronze im Herrendoppel mit Chai Biao. Bei der Badminton-Weltmeisterschaft 2009 war für beide jedoch schon in Runde 1 Endstation. Bei den Macau Open 2009 schaffte er es mit Qiu Zihan bis ins Viertelfinale. Die Ostasienspiele 2009 gestaltete er mit dem chinesischen Team siegreich.

## Sportliche Erfolge
| Saison | Veranstaltung      | Disziplin    | Platz | Name                     |
| ------ | ------------------ | ------------ | ----- | ------------------------ |
| 2009   | Asienmeisterschaft | Herrendoppel | 3     | Chai Biao / Liu Xiaolong |
| 2009   | Ostasienspiele     | Team         | 1     | China                    |
| 2012   | Thailand Open      | Herrendoppel | 1     | Liu Xiaolong / Qiu Zihan |